# Rythem
Rythem est un groupe de J-pop féminin japonais formé en 2003, composé de Yui Nītsu (新津 由衣, Nītsu Yui, née le 17 août 1985) et Yukari Katō (加藤 有加利, Katō Yukari, née le 3 avril 1985).
Le groupe a notamment interprété un générique de fin de l'anime Naruto (Harmonia), et un générique d'ouverture de l'anime Yakitate!! Japan (Houki Gumo).

## Membres
- Yui Nītsu (新津 由衣?) - Piano et chant
- Yukari Katō (加藤 有加利?) - Guitare et chant

## Discographie

### Albums studio
- ウタタネ (Utatane) (23 juin 2004)
- 夢現ファクトリー (Mugen Factory) (24 mai 2006)
- 23 (1er octobre 2008)

### Compilation
- BEST STORY (19 août 2009)

### Singles
- ハルモニア (Harmonia) (21 mai 2003)
- てんきゅっ（ニューサマー便） (Tenkyu (New Summer Version)) (6 août 2003)
- ブルースカイ・ブルー (Blue Sky Blue) (19 novembre 2003)
- 一人旅シャラルラン (Hitoritabi Shararuran) (21 avril 2004)
- 万華鏡キラキラ (Mangekyō Kirakira) (26 mai 2004)
- ホウキ雲 (Houki Gumo) (26 janvier 2005)
- 三日月ラプソディー (Mikazuki Rhapsody) (24 août 2005)
- 20粒のココロ (20 Tsubu no Kokoro) (1er janvier 2006)
- ココロビーダマ (Kokoro Bīdama) (1er mars 2006)
- 願い (Negai) (26 avril 2006)
- 桜唄 (Sakura Uta) (28 février 2007)
- 蛍火 (Hotarubi) (18 juillet 2007)
- WINNER (10 octobre 2007)
- Bitter & Sweet (17 novembre 2007)
- 首すじライン (Kubisuji Line) (20 février 2008)
- Love Call／あかりのありか (Akari no Arika) (23 juillet 2008)
- ぎゅっとして (Gyutto Shite) [feat.常田真太郎 (feat. Tokita Shintarou) (from スキマスイッチ) (from Sukima Switch)] (29 juillet 2009)